# 안효연 (1983년)
안효연(1983년 5월 22일 ~ )은 대한민국의 프로게임단 지도자이자 스포츠심리학 박사이다. 2016년 락스타이거즈 심리자문을 시작으로, 킹존 드래곤X (현 DRX), KT 롤스터 1군 멘탈 코치를 맡은 바 있다.
현재는 게임관련 연구기관에 재직중인 것으로 확인된다.

## 지도자 경력
2016년 락스 타이거즈의 심리 코치로 부임했다.
2018시즌에는 킹존 드래곤 X의 멘탈 코치로 부임했다.
2020시즌을 앞두고 KT 롤스터의 멘탈 코치로 부임했다.

## 지도자 이력
| # | 팀명          | 직책     | 소속 기간 | 소속 리그 | 비고 |
| - | ------------- | -------- | --------- | --------- | ---- |
| 1 | 락스 타이거즈 | 심리코치 | 2016      | LCK       |      |
| 2 | 킹존 드래곤 X | 멘탈코치 | 2018~2019 | LCK       |      |
| 3 | KT 롤스터     | 멘탈코치 | 2020~2021 | LCK       |      |